# Karolin (Białobrzegi)
Pour les articles homonymes, voir Karolin.
Karolin (prononciation : [kaˈrɔlin]) est un village polonais de la gmina de Promna dans le powiat de Białobrzegi de la voïvodie de Mazovie dans le centre-est de la Pologne.
Il se situe à environ 8 kilomètres au nord de Promna (siège de la gmina), 12 kilomètres au nord de Białobrzegi (siège du powiat) et à 52 kilomètres au sud de Varsovie (capitale de la Pologne).

## Histoire
De 1975 à 1998, le village appartenait administrativement à la voïvodie de Radom.